# 具腺艾纳香
具腺艾纳香（学名：Blumea adenophora）为菊科艾纳香属的植物。分布在越南以及中国大陆的云南等地，生长于海拔1,800米的地区，多生长在山坡以及田野，目前尚未由人工引种栽培。